# Varela (Familienname)
Varela ist ein spanischer Familienname.

## Namensträger
- Adilson Tavares Varela (* 1988), Schweizer Fußballspieler, siehe Cabral (Fussballspieler)
- Adilson Varela (* 1989), são-toméischer Fußballspieler
- Adriana Varela (* 1952), argentinische Tangosängerin und Schauspielerin
- Agivedo Varela, osttimoresischer Herpetologe und Umweltschützer
- Alan Varela (* 2001), argentinischer Fußballspieler
- Alfredo Varela (1914–1984), argentinischer Schriftsteller
- Andrés Mercé Varela (auch Andreu Mercé i Varela; 1918–2011), spanischer Journalist und Sportfunktionär
- Antonio María Rouco Varela (* 1936), spanischer Theologe, Erzbischof von Madrid
- Bartolomeu Varela (* 1973), französischer Fußballschiedsrichter
- Blanca Varela (1926–2009), peruanische Dichterin
- Bruno Varela (* 1994), portugiesischer Fußballtorwart
- Carlos Varela (Musiker) (* 1963), kubanischer Musiker
- Carlos Varela (Fussballspieler) (* 1977), schweizerisch-spanischer Fußballspieler
- Carlos Varela (Fußballspieler, 1918) (1918–1964; vollständig Carlos Varela Aguirre), chilenischer Fußballspieler
- Carlos Varela (Regisseur), spanischer Regisseur von Animationsfilmen
- Federico Varela (* 1997), argentinischer Fußballspieler
- Félix Varela (1788–1853), kubanischer Geistlicher
- Fernando Varela (Fußballspieler, 1979) (* 1979), spanischer Fußballspieler
- Fernando Varela (Sänger) (* 1980), US-amerikanischer Opernsänger (Tenor)
- Fernando Varela (Fußballspieler, 1987) (* 1987), kapverdischer Fußballspieler
- Florencia Varela (* 1957), uruguayische Tänzerin und Choreografin
- Florencio Varela (Schriftsteller) (1807–1848), argentinischer Schriftsteller und Politiker
- Francisco J. Varela (1946–2001), chilenischer Biologe, Philosoph und Neurowissenschaftler
- Guillermo Varela (* 1993), uruguayischer Fußballspieler
- Gustavo Varela (* 1978), uruguayischer Fußballspieler
- Héctor Varela (1914–1987), argentinischer Musiker
- Iris Varela (María Iris Varela Rangel; * 1969), venezolanische Anwältin und Politikerin (PSUV)
- Jairo Varela (1949–2012), kolumbianischer Musiker
- Jesus Varela (1927–2018), philippinischer Geistlicher, Bischof von Sorsogon
- Jim Varela (* 1994), uruguayischer Fußballspieler
- Joaquín Varela (* 1998), uruguayischer Fußballspieler
- José Varela (Boxer) (* 1960), deutsch-spanischer Boxer
- José de Andía y Varela (um 1730–nach 1774), spanischer Kapitän und Entdecker
- José da Silva Varela (Zé; * 1991), são-toméischer Fußballspieler
- José Enrique Varela (1891–1951), spanischer General
- José Pablo Varela (* 1988), uruguayischer Fußballspieler
- José Pedro Varela (1845–1879), uruguayischer Politiker, Schriftsteller und Journalist
- Juan Carlos Varela (* 1963), panamaischer Politiker
- Juan Cruz Varela (1794–1839), argentinischer Schriftsteller, Journalist und Politiker
- Juan Mariano Varela (* 1972), mexikanischer Fußballspieler und -funktionär
- Leonor Varela (* 1972), chilenische Schauspielerin
- Lola Pereira Varela (* 1954), spanische Autorin, Dozentin und Umweltschützerin
- Lucia Varela Gomez (* 2003), spanische Volleyballspielerin
- Luis Varela (1941–2021), uruguayischer Fußballspieler
- Manuel Varela (1892–1927), uruguayischer Fußballspieler
- Matias Varela (* 1980), schwedischer Schauspieler
- Miguel Ángel Reyes Varela (* 1987), mexikanischer Tennisspieler
- Mireia Miró Varela (* 1988), spanische Skibergsteigerin
- Obdulio Jacinto Varela (1917–1996), uruguayischer Fußballspieler
- Pablo Varela Server (1942–2024), spanischer Geistlicher, Weihbischof in Panama
- Pedro Varela (Politiker) (1837–1906), uruguayischer Politiker, Präsident 1868 und 1875/1876
- Pedro Varela (Regisseur) (* 1974), portugiesischer Schauspieler, Drehbuchautor und Regisseur
- Pedro Varela Geiss (* 1957), spanischer Rechtsextremist und Verleger
- Raquel Varela (* 1978), portugiesische Historikerin und Hochschullehrerin
- Raúl Varela, mexikanischer Fußballspieler
- Rodolfo Varela (* 1976), kolumbianischer Tennisspieler
- Severino Varela (1913–1995), uruguayischer Fußballspieler
- Silvestre Varela (* 1985), portugiesischer Fußballspieler
- Sofía Varela (* 1998), costa-ricanische Fußballspielerin
- Toni Varela (* 1986), kapverdischer Fußballspieler
- Tulio Manuel Chirivella Varela (1932–2021), venezolanischer Geistlicher, Erzbischof von Barquisimeto
- Valentino Varela, osttimoresischer Politiker
- Víctor Varela López (* 1973), mexikanischer Politiker
- Vitalina Varela (* 1966), kap-verdisch-portugiesische Schauspielerin.